# Idah
Idah este un oraș din statul Kogi, Nigeria, aflat pe malul stâng al fluviului Niger.